# Macrobrachium sollaudii
Macrobrachium sollaudii är en kräftdjursart som först beskrevs av De Man 1912.  Macrobrachium sollaudii ingår i släktet Macrobrachium och familjen Palaemonidae. Inga underarter finns listade i Catalogue of Life.